# Kalkflikmossa
Kalkflikmossa (Leiocolea heterocolpos) är en bladmossart som först beskrevs av Thed. och Hartm., och fick sitt nu gällande namn av Hans Robert Viktor Buch. Enligt Catalogue of Life ingår Kalkflikmossa i släktet Leiocolea och familjen Jungermanniaceae, men enligt Dyntaxa är tillhörigheten istället släktet Leiocolea och familjen Lophoziaceae. Arten är reproducerande i Sverige. Inga underarter finns listade i Catalogue of Life.